# Кровавый январь (фильм)
«Кровавый январь» (азерб. Qanlı Yanvar) — художественный фильм азербайджанского режиссёра Вахида Мустафаева, повествующий о событиях января 1990 года, известных также как «Чёрный январь», когда ввод подразделений советской армии в Баку привёл к человеческим жертвам. Это первый художественный фильм о событиях Чёрного января. Фильм посвящён 25-й годовщине трагедии.

## Создание
Произведение было создано на средства киностудии «Bakı Film», группы компаний ANS и Фонда Чингиза Мустафаева. Съемкам фильма была оказана и большая государственная поддержка. По словам Вахида Мустафаева, фильм был снят в течение 63 дней.

## В ролях
В главных ролях фильма снимались азербайджанские актёры Фаиг Мирзаев, Азер Айдемир, Юрий Балиев, турецкая актриса Небахат Чехре, а также американский актёр Лейн Дэвис.

## Создатели
Вахид Мустафаев является как режиссёром, так и автором сценария, главным продюсером фильма является — Миршахин Агаев, продюсеры — Руфат Аскеров и Вагиф Асадуллаев, композитор — Ария Азиминежад, художник — Мина Султан, главный оператор — Афшин Ализаде. Монтажом картины занималась Местана Мухаджир.

## Прокат
Презентация фильма состоялась 19 января 2015 года в киноцентре «Низами». В ней приняли участие официальные лица государства и правительства, депутаты Милли Меджлиса, известные деятели науки и культуры, журналисты, а также творческий коллектив фильма.

## Отзывы
Турецкая актриса Небахат Чехре, сыгравшая одну из главных ролей в фильме, отметив, что Турция и Азербайджан — братские страны, сказала:
У нас одна радость и одна беда. Поэтому я душой прожила все события, отраженные в фильме. Я сыграла роль матери, потерявшей двоих детей. Выражаю признательность режиссёру за то, что получила роль в его фильме, отражающем одно из важных событий в истории независимости Азербайджана.
Американский актёр Лейн Дэвис, сыгравший в фильме роль иностранного журналиста, сказал:
Информация о событиях 20 января произвела на меня большое впечатление. Свобода и независимость всегда достигаются за счёт большой борьбы. Верю, что этот фильм станет одним из лучших исторических экранных произведений.

Согласно мнению авторов азербайджанского сайта vzglyad.az
Основная сюжетная линия фильма «Кровавый январь» основана на реальных событиях января 1990 года. В фильме на примере жизни нескольких главных героев режиссёр отражает борьбу народа за независимость. О событиях в произведении представлены драматические сцены, отражающие ввод в Баку советской армии, совершившей кровавую бойню в городе.